# Požnica
Požnica – wieś w Słowenii, w gminie Laško. W 2018 roku liczyła 59 mieszkańców.